# Willmar
Willmar település az Amerikai Egyesült Államok Minnesota államában, Kandiyohi megyében, melynek megyeszékhelye is. Lakosainak száma 21 015 fő (2020. április 1.).

## Népesség
A település népességének változása:

| 2010 | 19 610 |
| 2020 | 21 015 |